# Kim Otto
Kim Otto (* 1968 in Essen) ist ein deutscher Journalist. Er arbeitet seit 2001 für das ARD-Politmagazin Monitor, aber auch für die ARD/WDR-Dokureihe die story. Gleichzeitig lehrt Kim Otto seit 2007 an der Macromedia Hochschule für Medien und Kommunikation (MHMK) auf dem Campus Köln das Fach Politikjournalismus. Kim Otto ist in der Jury der Initiative Nachrichtenaufklärung (INA).  Seit dem 1. April 2015 ist er Professor für Wirtschaftsjournalismus an der Julius-Maximilians-Universität Würzburg.
Nach dem Studium der Politikwissenschaft, Volkswirtschaftslehre und Recht an der Universität Duisburg arbeitete Kim Otto zunächst als wissenschaftliche Hilfskraft an dem  Lehrstuhl für politische Kommunikation von Heribert Schatz. Gleichzeitig studierte er an der Universität Dortmund Journalistik und erlangte dort seinen Doktorgrad mit einer Dissertation über Policy-Agenda-Setting. Danach volontierte Kim Otto als Dortmunder Student im Westdeutschen Rundfunk.
Neben diversen anderen Preisen wurde Kim Otto 2007 zusammen mit Ralph Hötte und Markus Schmidt für zwei Monitor-Beiträgen mit dem Adolf-Grimme-Preis ausgezeichnet.
2009 veröffentlichte er mit Sascha Adamek das Buch Schön Reich – Steuern zahlen andere, welches ebenfalls ein Wirtschaftsbestseller wurde, genauso wie seine Publikation Der gekaufte Staat aus dem Vorjahr.